# Emi Yamamoto
Emi Yamamoto (født 9. marts 1982) er en japansk fodboldspiller. Hun har tidligere spillet for Japans kvindefodboldlandshold.

## Japans fodboldlandshold
| Japans landshold | Japans landshold | Japans landshold |
| År               | Kmp              | Mål              |
| ---------------- | ---------------- | ---------------- |
| 2003             | 14               | 1                |
| 2004             | 8                | 3                |
| Total            | 22               | 4                |